# Harry Edison
Harry „Sweets“ Edison (10. října 1915 Columbus, Ohio, USA – 27. července 1999 tamtéž) byl americký jazzový trumpetista. V roce 1933 nastoupil do orchestru, který vedli altsaxofonista James Jeter a tenorsaxofonista Hayes Pillars. V roce 1937 se přestěhoval do New Yorku a stal se členem orchestru Count Basieho, se kterým hrál do roku 1950. V roce 1944 byl jedním z hudebníků, kteří hráli ve filmu Jammin' the Blues. Později pracoval jako studiový hudebník a hrál například na nahrávkách Franka Sinatry, Ella Fitzgeraldové nebo Billie Holiday. V roce 1992 získal ocenění NEA Jazz Masters.